# تاندا (بور)
تاندا (به صربی: Tanda) یک منطقهٔ مسکونی در صربستان است که در بور واقع شده‌است. تاندا ۳۵۰ نفر جمعیت دارد.